# Goede tijden, slechte tijden (seizoen 2)
Het tweede seizoen van Goede tijden, slechte tijden startte op 16 september 1991. Het seizoen werd elke werkdag uitgezonden op RTL 4. In september 2011 werd het volledige seizoen uitgebracht op dvd. Ook is dit seizoen op Videoland te bewonderen.

## Verhaal

### Een blinde vriend
Jef en Karin Alberts voelen zich verheugd om hun dochter Dian weer in de armen te kunnen sluiten. Helemaal nu ze heeft laten weten een vriend te hebben. Dian keert terug naar Meerdijk en krijgt een hartelijk welkom van haar familie. De schrok is groot bij iedereen wanneer ze beseffen dat Dians vriend Tim Waterman blind is. Karin wil Tim wel een kans geven, maar Jef kan niet begrijpen wat zijn dochter met een blinde aan moet. Dian vindt het onbegrijpelijk dat Jef zo resoluut is. Karin probeert te bemiddelen. Tim neemt intrek in een appartement. Hij ontvangt zijn moeder daar, die liever niet heeft dat Tim nog contact heeft met Dian. Tim laat zich zo door zijn moeder te bewerken dat hij Dian aan de kant dreigt te zetten. Hij besluit uiteindelijk dat zijn moeder weg moet. Mevrouw Waterman begrijpt de keuze van haar zoon. Ze wil gewoon niet dat haar zoon gekwetst wordt. Tim weet een bestaan op te bouwen. Hij krijgt via maatschappelijk werker Daniël een baan bij Stenders. Op den duur verliest hij Dian alleen wel aan zwemmer Mark de Moor.

### Helens levende begrafenis
In het eerste seizoen was te zien hoe Helen erachter kwam dat haar zoon nog leefde en hem even later dankzij de hulp van Martine Hafkamp ook nog terugvond, tenminste dat dacht ze. Wegens een ruzie in de tijd dat Helen nog lesgaf aan Martine wil Martine wraak nemen en dat doet ze door haar op een gevoelige plek te raken. Helens roman wordt gepubliceerd en het is een heus succes. Via David Harkema, een sluwe en onbaatzuchtige jongen die Martine ingehuurd heeft wilde ze de opbrengst van Helens roman afpakken. David begon langzaam andere plannen te krijgen en deinsde zelfs niet voor moord terug, toen Herman Hogendoorn in de gaten kreeg dat David ook contact met Linda had waarschuwde hij David en Martine dat hij op de hoogte was van Davids veelvoudige strafblad, hierom wilde Martine zich tijdelijk terugtrekken. Hier was David het echter niet mee eens en na een ruzie belandde Martine in coma in het ziekenhuis.
In het tweede seizoen begint de band tussen David en Helen steeds hechter te worden, David doet er alles aan om Helens vertrouwen te winnen en maakt ook veel contact in de vriendengroep van Helen. Dan begint Martine bij te komen, ze kan echter nog niet praten maar David bedreigt haar zodat ze haar mond niet voorbij gaat praten. Even later lijkt Martine te zijn overleden, toch wel een schok voor Helen ed. ondanks dat Martine nooit een vriendin geweest was. Vlak voordat Helen van plan is een reis te maken, vertelt ze David dat ze van plan is niet alles in haar testament naar hem toe te laten gaan, wat ze eerst wel van plan is. Nu houdt David het niet meer en scheld Helen uit waarna Helen tevergeefs aan hem probeert te ontsnappen. David weet haar vast te binden en onder in de boekenkist te plaatsen die ze mee op reis wilde nemen, met een aantal boeken weer bovenop haar. Hij brengt de boekenkist naar een plaats in het bos en begraaft hem daar. Ondertussen zijn alle vrienden van Helen in de waan dat ze op reis is en denkt ook iedereen op Karin Alberts, David van Thijn en Wil de Smet na dat David de neef van Helen is. Nadat het een tijdje goed lijkt te gaan begint Robert Alberts zich langzaam meer met de verblijfplaats van Helen te bemoeien, hij is dan ook de eerste die David begint te wantrouwen. Ook wordt er steeds meer door een onbekende ingebroken in Helens appartement waar David nu woont, het begint onschuldig maar langzaam komen er ook telefoontjes van busmaatschappijen die niet blijken te bestaan waarin vermeld wordt dat Davids 'moeder' het prima naar haar zin heeft op reis. Er arriveren kaartjes ondertekend door 'mama' waarin David bedankt wordt voor de vakantie, steeds als David wil vluchten, wordt hij gehinderd door onder andere het geld dat verdwijnt. En uiteindelijk vindt David moddervoetstappen in Helens appartement. Naast de voetstappen vindt hij takjes en bladeren. Als hij de voetstappen volgt, komt hij in de slaapkamer uit, waar onder de deken een skelet te vinden is, vergezeld door de bloemen die groeiden op de plaats waar hij Helen begroef. Dit zorgt ervoor dat hij terug naar de plaats gaat om te kijken of Helen nog in haar kist ligt, net op het moment dat hij de boeken aan de kant schoof en een verder lege kist ontdekte hoort hij de stem van Helen naast zich: 'Zoek je iemand, David?' David wil haar aanvallen maar wordt door een van Martines contacten tegengehouden en verlaat daarbij de serie. Dit wordt nog steeds als een van de bekendste scènes uit de serie gezien. Als Martine even later in Helens appartement opduikt wordt het hele zaakje opgelicht: ze zette haar eigen dood in scène waardoor ze Helen en David prima in de gaten kon houden, toen ze David met de boekenkist zag sjouwen kreeg ze een vermoeden dat Helen daarin zat maar Martine wilde Helen niet dood hebben, ze wilde haar alleen zien lijden dus nadat David de kist begraven had, ging Martine hem weer opgraven en vond Helen daar, ze hield Helen een tijdje in haar verblijfplaats vast terwijl ze David bang ging maken. Toen ze het lijk in het bed neerlegde wist ze dat David naar Helen zou gaan zoeken, op dat moment stuurde ze Helen met twee van haar bodyguards naar de begraafplaats toe om David aan het schrikken te maken. De ruzie tussen Helen en Martine is hiermee echter nog niet geëindigd.
Helen zit er na deze gebeurtenis echter helemaal doorheen, alle liefde die ze had gaf ze aan David, ze gaat er een tijdje tussenuit. Als ze enkele weken later terugkeert wordt haar rol overgenomen door Brûni Heinke. Ze ziet er dan dus ook anders uit maar in de serie wordt er gedaan alsof dat niet zo is, wel meldt Emma Driessen voordat Helen thuis arriveert dat mensen er na zo'n reis qua uiterlijk vaak een stuk anders uit kunnen zien maar dit wordt verder niet in verband gebracht met Helens gedaanteverwisseling.

### De gestolen goederen
Robbie Sybrandi, de zoon van Koossie, komt een bezoekje brengen aan Meerdijk. Robbie trekt regelmatig op met zijn 'vrienden', wetende dat zijn moeder dit foute vrienden vindt. Robbie zelf vindt dit echter niet maar weet dan nog niet wat hem te wachten staat. Als hij met zijn busje een rit maakt met zijn twee vrienden achterin zeggen ze dat hij even moet stoppen omdat een van de jongens zogenaamd nog geld krijgt van iemand. Even later komen de twee jongens met dozen vol apparatuur een fabriek uitgerend en eisen dat Robbie wegrijdt. Net op tijd kan Robbie de spullen in de loods van Peter verbergen. De drie denken dat hiermee alles is opgelost, maar wanneer Mickey de met een spijker per ongeluk de verbergplaats inslaat, snapt hij niet hoe die dozen hier terechtkomen. Hij schrikt en vertelt het aan de jongens. Zij houden zich er niet veel mee bezig en houden Robbie verantwoordelijk. De politie verdenkt Peter omdat hij de enige is die de sleutel van de opslagplaats heeft. Later denkt Peter dat Mickey hem de schuld in zijn schoenen wil schuiven, terwijl Mickey er niets mee te maken heeft. Als Koossie hoort wat Robbie zegt, is ze verschrikt. Uiteindelijk wil ze de politie bellen, maar Robbie houdt haar tegen; hij bekent zelf. Peter wordt vrijgelaten en hierna horen we weinig meer van Robbie.

### De erfenis van tante Brenda
John kan aanspraak maken op een erfenis van zijn tante Brenda, maar er zijn een aantal voorwaarden aan verbonden. Zo moet hij getrouwd zijn en zelf in zijn levensonderhoud kunnen voorzien. De ietwat naïeve Myriam van der Pol is tot over haar oren verliefd op de charmante John. John weet Myriam voor zijn karretje te spannen. Karin en Jef vinden het walgelijk. Myriam en John geven elkaar het jawoord. Jef weigert Myriam naar het altaar te brengen. Er zijn meerdere mensen tegen dit schijnhuwelijk. Myriam en John nemen hun intrek in een appartementje. John accepteert een baan als projectontwikkelaar bij Van Houten Enterprises. Na enkele weken ontdekt John dat hij door Frits is gebruikt en blijft achter met enorme schulden. Jef leent John het geld om uit de financiële problemen te komen. John gaat naar Saoedi-Arabië om het geld terug te verdienen.

### Linda's ontsnapping uit New York
In het vorige seizoen vertrok Linda met Herman Hogendoorn die haar een carrière beloofde naar New York. Omdat Arnies ouders ook in New York zitten wil Arnie in eerste instantie met zijn vader meegaan, aan Peter bekent hij dat hij dit ook deels doet omdat hij Linda weer eens wil zien. Eenmaal in New York aangekomen blijkt dat Linda het allesbehalve goed heeft bij Hogendoorn; ze wordt geslagen en gebruikt door hem en van de beloofde carrière is niets terechtgekomen. Arnie spreekt in het geheim met haar af omdat al snel blijkt dat Linda van Hogendoorn niet met Arnie mag afspreken. Terwijl Linda aan Arnie bekend dat ze hem terug wil legt Arnie het met een stewardess aan waar Linda overigens niets vanaf weet. Arnie helpt Linda aan Hogendoorn te ontsnappen en samen reizen ze weer terug naar Nederland.
Hogendoorn wil het hier niet bij laten zitten, hij wil Linda kosten wat het kost terugkrijgen en huurt zijn zoon Frits hier voor in. Linda en Arnie gaan op zichzelf wonen nadat Linda het in huize Alberts beu geworden was en Arnie gaat werken in de diamanthandel bij een het bedrijf Santing Diamonds. Als Frits hier via Linda achterkomt zorgt hij dat een contact van hem 'Van Kooten' bij hetzelfde bedrijf als bewaking gaat werken. Zijn doel is ervoor te zorgen dat Arnie ontslagen wordt zodat Linda weer op de zak van Herman moet teren. Als er op een dag diamanten gestolen worden als Arnie Linda een rondleiding geeft door de diamanten wordt het vertrouwen tussen Arnie en Linda op losse schroeven gezet doordat Van Kooten de diamanten stal toen Arnie ze per ongeluk onbewaakt achterliet. Het lijkt voor niemand onaannemelijk dat Linda de diamanten gestolen heeft en dat zorgt ook voor een hevige sfeer. Als de bewaker uit Santing Diamonds Mickey erg bekend voorkomt bedenkt hij zich dat dat een van de mannen is door wie hij in opdracht van Frits in elkaar geslagen is. Hij weet zeker dat Van Kooten de diamanten dus in opdracht van Frits gestolen heeft. Eigenaar van Santing Diamonds, Van Dalen, denkt al enkele tijd dat Arnie de diamanten gestolen heeft. Aangezien hij Van Kooten vertrouwt en er verder niemand de mogelijkheid had. Arnie krijgt een deadline om de diamanten terug te leggen voordat hij ontslagen wordt. Als Van Kooten ruzie met Frits krijgt over het een en ander en Van Kooten zijn vuile werkjes niet meer wil opknappen legt hij de diamanten zelf terug. Van Dalen wil de zaak als vergeten beschouwen maar Arnie pikt het niet dat er geen verontschuldigingen worden gemaakt tegenover hem en dat hij dus nog steeds de dader lijkt te zijn en hij neemt ontslag. Linda blijft uiteindelijk toch bij Arnie en de relatie tussen Frits en Herman wordt er alleen maar slechter op omdat hij gefaald heeft, Herman wil het er alleen niet bij laten zitten en vliegt zelf naar Nederland.

### De gestolen diamanten
Er meld zich een meisje bij het JOC dat in eerste instantie nogal terughoudend is. Daniël komt er via het kaartje aan haar jas achter dat ze Sara Middelkoop heet en na wat research weet hij dat de naam Middelkoop hem bekend voorkwam vanwege een diamantenroof waarvoor Sara's vader in de gevangenis werd opgesloten. Het merkwaardige aan de roof bleef dat de diamanten tot op heden niet werden gevonden. Ze bouwt een band op met Tim Waterman, de blinde vriend van Dian Alberts en hij weet ook uit haar te halen dat ze denkt dat iemand haar wil vermoorden, op een dag als ze met zijn tweeën in een park zitten rent Sara ineens weg en ruikt Tim de sigaarlucht van de man die Sara zou willen vermoorden. Even later meld Sara's oom Erik Middelkoop zich bij het JOC en ondanks dat Sara twijfels bij hem had aangezien ze in het verleden nooit een goede relatie gehad hebben gaat ze toch met hem mee. Even later in de auto vraagt Erik aan Sara of zij weet waar de diamanten verstopt zijn en laat hij iets los over een handlanger van zijn vader, als Sara dan zegt dat alleen zij, haar vader en de handlanger zelf natuurlijk van die handlanger afweten wordt haar duidelijk dat Erik haar vaders compagnon was tijdens de roof en ze weet op tijd uit de auto te ontsnappen. Als ze dit verhaal bij het JOC vertelt, wordt ze door Daniël en Koossie niet geloofd, omdat zij Erik als een beschaafde man vinden overkomen; alleen Tim gelooft haar. Ondertussen is voor de kijker al bekend dat Sara de diamanten zelf heeft en verstopt heeft onder de zool van haar rolschaatsen, dit vertelt ze echter aan niemand, ook niet aan Tim. Als Sara ontvoerd wordt wanneer ze alleen met Tim in het JOC zit wordt Tim door de ontvoerder op de grond geduwd, hij herkend de sigaarlucht van de oom van Sara maar dit is voor de politie niet genoeg bewijs voor en aanhouding. Als Sara weet te ontsnappen uit handen van haar oom verongelukt ze op een industrieterrein en is ze op slag dood. Vlak voordat ze ontvoerd werd liet ze haar rolschaatsen achter in de Loods van Mickey en Peter, Koossies zoon Robbie pakt de schaatsen vast als hij er is en merkt dat er wat in zit. Als even later Tims vriendin Dian ontvoerd wordt wil Tim alles op alles zetten om Dian vrij te krijgen en speelt daarom ook geen open kaart aan de politie, hij hoort van Robbie dat er wat in Sara's rolschaatsen zat en meteen wordt hem duidelijk waar de diamanten zijn en hij brengt Erik naar die plek toe in de waan dat hij daarna Dian zal vrijlaten. Hij laat ook in het JOC een boodschap op het bord achter dat hij naar de loods is. Erik wil Dian en Tim echter vermoorden nadat hij de diamanten in handen kreeg omdat ze hun mond anders niet zouden houden. Er ontstaat een gevecht en uiteindelijk krijgt Tim het geweer van Erik in handen en net als hij wil gaan schieten staat de recherche in de deuropening die Erik neerschiet.

### De anonieme dreigbrieven-schrijver
Koossie ontvangt een dreigbrief waaruit zou blijken dat zij haar man zou hebben vermoord, terwijl hij aan een ziekte omgekomen is in het bijzijn van Koossie. Even later ontvangt ook Daniël een soortgelijke brief waaruit zou blijken dat hij een vroegere medewerker opzettelijk heeft later verongelukken. Uiteindelijk krijgen meer mensen uit Meerdijk en brief waarin er gedreigd worden met zaken uit het verleden, o.a. Helen Helmink met haar zelfmoordpoging uit aflevering 1. Er lijkt in eerste instantie geen enkel verband tussen de brieven te bestaan, het opvallende is dat er geen geld wordt geëist. Dan bedenkt Simon zich dat alle informatie uit de brieven medisch is en dat iemand ingebroken zou kunnen hebben in zijn dossiers. Als er uiteindelijk met een brief wel geld geëist wordt wil Simon degene die de postbus waar het geld in moest leegt betrappen. Dit blijkt Hennie te zijn, die met haar neefje tijdelijk bij Simon is ondergedoken. Het lijkt te kloppen, ze heeft veel schulden en kon gemakkelijk bij Simons dossiers. Uiteindelijk blijkt zij de dader toch niet te zijn en heeft iemand het helemaal uitgedacht haar de schuld in de schoenen te schuiven. Simons vrouw Annette krijgt inmiddels ook brieven waarin beweerd wordt dat haar man en kindermoordenaar is en raakt hiervan ontzettend van streek, ze wordt even later het park ingelokt door de chanteur en deze zorgt ervoor dat Annette een ongeluk krijgt waardoor ze een kind verliest. Als van Rien Hogendoorn even later ook geld geëist wordt is hij net te laat met het betrappen van de chanteur. Even later in de Cactus ziet hij Myriam met de tas waarin hij het geld achtergelaten had, zijn tas dus. Myriam zegt dat de tas van John is, waardoor Rien ervan overtuigd is dan John de brievenschrijver is. Daniël geloof het idee ook tamelijk, John zit in geldschulden en is opeens naar het buitenland vertrokken zonder iemand iets te zeggen. Als John terugkomt adviseert zijn vriendin Margriet, die eerst niets van hem moest hebben maar na veel aandringen wel, hem een kamer nemen in het Royal Prince Hotel. Als Margriet even later ook op Johns kamer zit komt een woeste Simon de kamer binnen met de mededeling dat hij weet wie er achter de dood van zijn ongeboren baby zit. En wijst niet naar John, zoals de kijker verwacht zou hebben, maar naar Margriet. Margriet belde Simon op om te vertellen dat hij in dat hotel zat, en daar rook Simon nattigheid waarna hij ook opzettelijk wachtte tot Margriet eerst gearriveerd was. Margriet was een patiënt van Simon en Simon heeft ooit haar kind moeten laten weghalen om medische redenen, Margriet heeft Simon in al deze onzekerheid verantwoordelijk gehouden voor de dood van haar kind en wilde wraak op hem nemen door zijn kind te vermoorden en iedereen in de waan te laten dat hij de brievenschrijver was omdat alle informatie uit zijn dossier kwam.

### Het overspel van Dian
Dian ondervindt de consequenties van een relatie met een blinde man. Tim kan zich laten opereren, maar hij is er niet van verzekerd dat hij daarna weer kan zien. Dian moet voor zwemcompetities de stad uit. Ze gaat samen met haar tante Sandra Mulder. Sandra en Dian hebben een logeeradres gekregen bij een man. De twee zijn beiden onder de indruk wanneer ze worden ontvangen door hun aantrekkelijke zoon Mark. Marks vader is op reis. Sandra probeert een beetje met Mark te sjansen. Mark heeft echter zijn ogen gericht op Dian. Dian heeft het veel te druk met Tim. Mark en Dian groeien tijdens de zwemcompetities steeds meer naar elkaar toe. De twee kussen innig, maar hun moment wordt onderbroken door een telefoontje van Tim. Dian wil de kus als niet gebeurd plaatsen, maar Mark geeft niet op. Nietsvermoedend keert Dian terug naar Meerdijk en een week later staat Mark voor de deur. Dian probeert haar gevoelens te negeren en zegt nog van Tim te houden. Met de dagen begint Dian aan zichzelf te twijfelen; houdt ze echt nog van Tim? Mark en Dian beleven een avontuurlijke nacht. Tim kan inmiddels na de oogoperatie weer zien. Dian wordt door Mark tot een keuze gedwongen, maar ze weet het niet. Mark heeft het gevoel dat zij van twee walletjes wil eten en neemt een beslissing. Mark en Tim willen allebei het hart van Dian veroveren. Anita Dendermonde snapt niet waar Dian zo'n probleem van maakt. Tim en Mark blijven elkaar pesten. Mark drogeert Tim met een slaapmiddel, Tim huurt escortgirl Melissa Meyer in. Melissa neemt Mark mee naar een hotelkamer, laat hem zich uitkleden en vertrekt dan met zijn kleren. Dian wordt tot de orde geroepen door Anita. Ze moet een keuze maken. Dian kiest voor Mark de Moor. Omdat Mark bij haar in huis woont verzwijgt ze hun verhouding voor Jef en de ook inmiddels gearriveerde Laura. Ze moet steeds meer liegen tegen iedereen dat ze het uiteindelijk aan Anita vertelt, als Laura even later vraagt of ze een verhouding hebben naar aanleiding van een onschuldig vermoeden beschuldigt Dian Anita ervan dat ze het aan Laura doorverteld heeft. Even later biecht Mark tegenover Jef de verhouding op en wordt hij het huis uitgezet, Dian en Mark blijven elkaar alleen zien zonder dat Jef ervan weet. Als het op het feestje van Mickey zo uit de hand loopt dat Dian en Jef elkaar uit beginnen te schelden en Dian brullend de deur uitrent, draait het er uiteindelijk op uit dat ze elkaar van Jef toch mogen zien.

### Karin en Jan-Henk
Karin gaat bij hetzelfde bedrijf werken als haar echtgenoot Jef. Ze weet dan nog niet dat deze keuze het einde van haar huwelijk zal inluiden. De werkrelatie tussen Jef en Karin loopt op een paar meningsverschillen na soepel. Jef maakt kans op promotie. Hiervoor moet hij echter wel zijn vrouw Karin ontslaan. Jef is tot alles bereid en zorgt ervoor dat Karin ontslag neemt. Karin is woedend. Ze heeft het gevoel dat ze buitenspel is gezet. Karin vindt troost bij Jan-Henk Gerritse. Jan-Henk en Karin krijgen een verhouding. Lange tijd kan het Karin niks schelen wat de buitenwereld denkt, maar op een gegeven moment is ze al dat stiekeme gedoe meer dan zat. Jan-Henk wil ondertussen weten of hun affaire een basis kan zijn voor een toekomstige lange relatie. Karin geeft eerlijk toe dat ze dit niet ziet zitten. Jan-Henk en Karin nemen afscheid. Karin gaat de confrontatie aan met Jef, maar er valt met hem niet te praten over Karins problemen. Jef is stomverbaasd als Karin met de koffers in de gang staat. Karin heeft besloten dat ze wil scheiden. Jef wil nu wel praten, maar voor Karin is het veel te laat. Karin neemt afscheid van Meerdijk en vertrekt.

### Het conflict tussen Hafkamp en van Houten
Martine Hafkamp keert weer terug in Meerdijk nadat Peter Kelder haar op het kantoor van Rolf Huygens aantreft. Als zij weer in contact met Suzanne Balk komt weet hij haar te strikken mee te helpen aan haar wraakactie op Frits van Houten en Herman Hogendoorn, de rede hiervoor is dat zij ervoor gezorgd zouden hebben dat Martines vader zelfmoord pleegde. Als Frits op een dag zijn kantoor inkomt ziet hij een levenloze Suzanne op de grond liggen met een revolver naast haar. Frits raapt het op en op dat moment komt Martine binnen die Frits aanraadt te vertrekken voordat de politie hem aanhoudt wegens moord, de bewijzen liggen tegen hem. In feite is Suzanne in leven bij Martine maar Martine weet Frits onder druk te zetten dat hij zijn bedrijf aan haar overdraagt. Ondertussen krijgt Frits van iedereen vragen over de verblijfplaats van Suzanne. Even later haalt Martine het wapen tevoorschijn waarmee haar vader zelfmoord heeft gepleegd en vertelt aan Suzanne dat ze wil dat Frits iemand vermoordt, Herman Hogendoorn, Frits' vader, een sluwe, machtige zakenman. Martine belooft Frits zijn bedrijf terug en dat ze hem tegenover politie laat beschermen wegens de zogenaamde moord op Suzanne Balk en de moord op Herman Hogendoorn. Als Herman Hogendoorn overkomt in de waan dat hij Frits met zijn bedrijf moet helpen gaat hij eerst bij Linda langs om haar lastig te vallen, hierdoor krijgt hij Arnie op zijn dak die de avond dat Frits Herman wil vermoorden ook naar Frits' bedrijf toegaat. Herman loopt Frits' kantoor binnen en als Frits even later zijn geweer pakt wordt duidelijk wat hij van plan is, op dat moment komt Arnie binnen en loopt Martine even later over de gang terwijl er schoten klinken. Martine komt grijnzend Frits' kantoor binnen waar Herman op de grond ligt met twee schotwonden, ze vermeldt dat de politie eraan omdat Frits niet weg zou kunnen komen met moord. Vlak nadat blijkt dat Martine haar woord niet zal houden en staat Arnie verschrikt in dezelfde ruimte met het geweer in zijn handen, hiermee eindigt het tweede seizoen.

## Rolverdeling

### Vaste cast
Het tweede seizoen telt 185 afleveringen (afl. 196-380)
| Acteur             | Personage          | Afleveringen              |
| ------------------ | ------------------ | ------------------------- |
| Antonie Kamerling  | Peter Kelder       | Hele seizoen              |
| Reinout Oerlemans  | Arnie Alberts      | Hele seizoen              |
| Joost Buitenweg    | Rien Hogendoorn    | 196-325                   |
| Frédérique Huydts  | Annette van Thijn  | 196-301                   |
| Isa Hoes           | Myriam van der Pol | Hele seizoen              |
| Ingeborg Wieten    | Suzanne Balk       | Hele seizoen              |
| Marlous Fluitsma   | Helen Helmink      | 196-237                   |
| Brûni Heinke       | Helen Helmink      | 285–380                   |
| Rick Engelkes      | Simon Dekker       | Hele Seizoen              |
| Wim Zomer          | Daniël Daniël      | Hele seizoen              |
| Inger van Heijst   | Jeanne Dekker      | 196-228                   |
| Henriëtte Tol      | Karin Alberts      | 196–345                   |
| Bartho Braat       | Jef Alberts        | Hele seizoen              |
| Wik Jongsma        | Govert Harmsen     | 196–264, 283–294, 312–354 |
| Tim Gunther        | John Alberts       | 196–234, 271–329          |
| Martin van Steijn  | Mickey Lammers     | Hele seizoen              |
| Casper van Bohemen | Frits van Houten   | 196–250, 283–380          |

### Nieuwe rollen
De rollen die in de loop van het seizoen een grote rol speelden
| Acteur           | Personage         | Afleveringen |
| ---------------- | ----------------- | ------------ |
| Helen Suyderhoud | Emma Driessen     | 207-298      |
| Lotte van Dam    | Dian Alberts      | 219-380      |
| Kees Roorda      | Tim Waterman      | 226-380      |
| Ellen Röhrman    | Koossie Sybrandi  | 237-355      |
| Annemarie Oster  | Sandra Mulder     | 240–313      |
| Joop Wittermans  | Jan-Henk Gerritse | 273-380      |
| Mirjam de Rooij  | Trix Gerritse     | 277-380      |
| Sabine Koning    | Anita Dendermonde | 300-380      |
| Tim Immers       | Mark de Moor      | 300-380      |

### Terugkerende rollen
De rollen die in de loop van het seizoen terugkwamen na een tijd afwezigheid
| Acteur                   | Personage         | Afleveringen                       |
| ------------------------ | ----------------- | ---------------------------------- |
| Inge Ipenburg            | Martine Hafkamp   | 200-201, 230, 362–380              |
| Wilbert Gieske           | Robert Alberts    | 203-230, 266-282                   |
| Carola Gijsbers van Wijk | Wil de Smet       | 209–219, 236–240, 315–325, 347–353 |
| Antoinette van Belle     | Stephanie Kreeft  | 245-298                            |
| Jette van der Meij       | Laura Alberts     | 266-285, 351-380                   |
| Tom van Beek             | Herman Hogendoorn | 266–340, 380                       |
| Babette van Veen         | Linda Dekker      | 267-380                            |

### Bijrollen
| Acteur                | Personage                          | Afleveringen                                        |
| --------------------- | ---------------------------------- | --------------------------------------------------- |
| Eva van Heijningen    | Joke Nieuwkoop                     | 196-200                                             |
| Jeroen Engeln         | Chris de Ruyter                    | 198 • 200                                           |
| Mark Walraven         | Dr. Verdenius                      | 200                                                 |
| Cynthia Abma          | Lianne                             | 202                                                 |
| Rob Heynis            | Koos                               | 203                                                 |
| Els van Rosse         | Nancy Bijnema                      | 197-204                                             |
| Gerard Meyler         | Ernst Mastboom                     | 198 • 206                                           |
| Tigo Blok             | Bram                               | 208 • 210                                           |
| Koos van der Knaap    | Wally                              | 212                                                 |
| Guuske Kotte          | Letty Steensma                     | 214                                                 |
| Lou Steenbergen       | Fred Halsema                       | 206-225                                             |
| Edo Douma             | Harry Driessen                     | 220 • 223 • 226                                     |
| Boudewijn van Hulzen  | Ambtenaar van de Burgerlijke Stand | 227                                                 |
| Willem Westermann     | Dokter de Jong                     | 227-228                                             |
| Lou Lou Rhemrev       | Angela Nieuwkoop                   | 197-229                                             |
| Margriet Post         | Julia Hamburger                    | 223-229                                             |
| Bart Ettekoven        | David Harkema                      | 198-230                                             |
| Nikita Indijk         | Nikita van der Pol                 | 216-230                                             |
| Kamaran Abdalla       | Eddie                              | 228 • 230                                           |
| Tygo Gernandt         | Kees Peper                         | 234                                                 |
| Thomas Hartmann       | Meneer Visser                      | 235                                                 |
| Henny Verbeek         | Mevrouw van Walsum                 | 236                                                 |
| Camille de Vries      | Mevrouw Waterman                   | 233-238                                             |
| Hans Zuydveld         | Kees Willemse                      | 197-200 • 211-218 • 223-228 • 239                   |
| Greet Vos             | Juul Zwart                         | 239                                                 |
| Tim Beekman           | Wally Jager                        | 231-240                                             |
| Sunny Bergman         | Sara Middelkoop                    | 237-244                                             |
| Dr. Ruud Westerkamp   | Steven Veldkamp                    | 246                                                 |
| Michiel Drommel       | Erik Middelkoop                    | 238-251                                             |
| Guus van der Made     | Rechercheur Adema                  | 245-251                                             |
| Sonja van der Weegen  | Wanda                              | 229 • 255                                           |
| Henk Strijbos         | Rogier Bischop                     | 248 • 255-259                                       |
| Frits Jansma          | Ploegbaas                          | 258-259                                             |
| Marijke Copper        | Clara Houtsma                      | 260                                                 |
| Jan Vriend            | Telefonist                         | 260                                                 |
| Joes Janse            | Pietje Muring                      | 235-239 • 251-254 • 261                             |
| Cello Hoekstra        | Philippe                           | 262                                                 |
| Paul Kamphuijs        | Dokter Knegtmans                   | 263                                                 |
| Daan Dillo            | Henk                               | 252-262                                             |
| Aad Dingjan           | Wim                                | 252-262                                             |
| Marnie Brederoo       | Saskia Starink                     | 261 • 265                                           |
| Julius Wendrich       | Jan Bakker                         | 264-265                                             |
| Shirley Dames         | Denise                             | 268                                                 |
| Chiem Polak           | Robbie Sybrandi                    | 247-269                                             |
| Hans van Raam         | Politieagent                       | 261-269                                             |
| Gerard Derwort        | Inspecteur Timmers                 | 271                                                 |
| Ruud van Andel        | Dhr. Houtenbrink                   | 272                                                 |
| Bonnie Williams       | Amerikaanse Serveerster            | 269-273                                             |
| Elsa Janssen          | Hoofdzuster                        | 275                                                 |
| Tom Meijer            | Conrector De Wit                   | 251-254 • 261-262 • 275                             |
| Arie Hage             | Voorman                            | 273 • 275                                           |
| Job Redelaar          | Danny Houtsma                      | 244-257 • 267-277                                   |
| Erik Groot            | Dr. Hans Vervoort                  | 276-277                                             |
| Anke Kranendonk       | Universiteitsmedewerker            | 277-278                                             |
| René Plemp            | Joe                                | 256 • 279                                           |
| Edna Kalb             | Fotografe                          | 281                                                 |
| Roelof Pieters        | Jeroen His                         | 282                                                 |
| Mart Engelen          | Piet                               | 281 • 283                                           |
| Fiona Wolzak          | Charlotte 'Lotje' Alberts          | 266-277 • 281 • 285                                 |
| Ineke Cohen           | Mevrouw Marsman                    | 286                                                 |
| Theo van Ede          | Frank Bentem                       | 286                                                 |
| Liesbeth Schmit       | Annie/Jannie                       | 266 • 287                                           |
| Danny Wensink         | Jongen uit JOC                     | 271 • 289                                           |
| Davy Aparoe           | Klaas                              | 265 • 290                                           |
| Paul Beudel           | Jonas Bentem                       | 284-290                                             |
| Adda van Zanden       | Paula                              | 292                                                 |
| Rene Koevoets         | Fotograaf                          | 294                                                 |
| Erwin Kokkelkoren     | Kas                                | 284-285 • 296                                       |
| Elly Weller           | Mies van Catenbrughe               | 277-297                                             |
| Cynthia Boel          | Christie van Catenbrughe           | 280-297                                             |
| Bob van Tol           | David van Thijn                    | 196-201 • 292-301                                   |
| Wouter Oversluizen    | Bookmaker                          | 301                                                 |
| Caroline Koning       | Margriet van Gelder                | 273-303                                             |
| Willem van der Kroft  | Rechercheur Vliegen                | 233-234 • 260-269 • 303                             |
| Gerald Stadwijk       | Jaap                               | 306                                                 |
| Mirte van Heusden     | Lydia                              | 306                                                 |
| Riël de Groot         | Jaap                               | 306                                                 |
| Hans Cornelissen      | André Nieuwenhuys                  | 276-310                                             |
| Jet de Jong           | Katinka Nieuwenhuys                | 298 • 302 • 310                                     |
| Jos van de Ven        | Harry Spaan                        | 310                                                 |
| Joep Dorren           | Ron Breedveld                      | 315                                                 |
| Henk van de Wielen    | Martin Helmink                     | 316                                                 |
| Adriaan Bredero       | Frans Honigman                     | 318                                                 |
| Mirjam Visser         | Machteld Steens                    | 313-319                                             |
| Marius Florian        | Nico                               | 316-319                                             |
| Hidde Schols          | Klaas                              | 316-319                                             |
| Bart Bosch            | Presentator Shiva                  | 319                                                 |
| Frans Vrolijk         | Hoteleigenaar                      | 319                                                 |
| Natasja Goedemans     | Valerie Grafdijk                   | 306-320                                             |
| Boudewijn van Hulzen  | Politie Inspecteur                 | 320                                                 |
| Frans van Uden        | Kenny Stevens                      | 320                                                 |
| Jan Pieterman         | Cafebaas                           | 321                                                 |
| Tessa Taminiau        | Nettie Boelens                     | 220-228 • 313-321                                   |
| Ewout Bomert          | Adriaan                            | 328                                                 |
| Valentijn Ouwens      | Leendert Prent                     | 316-331                                             |
| Mathijs Schoon        | Jonge Man                          | 332                                                 |
| Querine van Emmerik   | Melissa Meyer                      | 332                                                 |
| Cornelis Schenk       | Leo Lammers                        | 327-336                                             |
| Yvonne Ristie         | Henny                              | 284-339                                             |
| Orestis Charalambous  | Melvin Lewis                       | 249-339                                             |
| Ernst Zwaan           | Bob van Dalen                      | 315 • 322-325 • 331 • 338 • 340-341                 |
| Alex Van der Wyck     | Van Kooten                         | 314-326 • 333-341                                   |
| Maya Hakvoort         | Lies van Putten                    | 315-326 • 333 • 340-341                             |
| Simon van Leeuwen     | Jan                                | 320 • 341                                           |
| Esther Werneke        | Cynthia Kuiper                     | 341                                                 |
| Rolf Leenders         | Portier                            | 342                                                 |
| Reinier Schimmel      | Walter Ruiters                     | 342                                                 |
| Jan Jaap Janssen      | Guus Buitendijk                    | 344                                                 |
| Albert van Nierop     | Koert                              | 344                                                 |
| Marnie Blok           | Jozette Calland                    | 326-346                                             |
| Herman van Elteren    | Notaris Breeveldt                  | 348                                                 |
| Coby Timp             | Nora Daniël                        | 329-349                                             |
| Frans Koppers         | Karel Daniël                       | 329-349                                             |
| Jak Bakker            | Dolf Hendrikse                     | 331-349                                             |
| Miranda Spoel         | Boukje Hendrikse                   | 336-349                                             |
| Maria Huynen          | Violet Zomer                       | 350                                                 |
| Kees van Lier         | Carl Zomer                         | 350                                                 |
| Bert van den Dool     | Gerard Dendermonde                 | 296-353                                             |
| Ingrid Willemse       | Lisa                               | 353                                                 |
| Menno 't Hoen         | Bart                               | 353                                                 |
| Caroline Olde Rikkert | Natalie                            | 353                                                 |
| Tjomme Wiersma        | Conciërge                          | 354                                                 |
| Tim Meeuws            | Thom                               | 196-214 • 221-270 • 329-331 • 354                   |
| Jamie Smith           | Ted van der Pol                    | 259-278 • 303 • 310 • 317 • 321 • 333-335 • 350-354 |
| Cees Walraven         | Dokter de Vries                    | 358                                                 |
| Flip Heeneman         | Pensionhouder                      | 359                                                 |
| Bets van der Wal      | Pensionhoudster                    | 359                                                 |
| Margôt Ros            | Marjan de Winter                   | 270-285 • 349-360                                   |
| Marieke Bus           | Doktersassistente                  | 361                                                 |
| Christel Pijtak       | Mevrouw van Velzen                 | 361                                                 |
| Toine Rongen          | Meneer de Smit                     | 363                                                 |
| Dies Kannegieter      | Verpleegster                       | 270 • 276 • 363                                     |
| Jaap Postma           | Bankmanager                        | 361 • 364                                           |
| Gerard Slot           | Secretaris Kouwenaar               | 366                                                 |
| Bea Meulman           | Dokter Koger                       | 217-218 • 370                                       |
| Barabara Barendrecht  | Mevrouw Brand                      | 367 • 372                                           |
| Joe Weston            | Pete                               | 372                                                 |
| Jan van 't Hoff       | Rechercheur de Klerk               | 374                                                 |
| Peter Ramaker         | Receptionist Hotel                 | 376                                                 |
| Jan de Groot          | Ron Huting                         | 376                                                 |
| Rob van de Meeberg    | Fred Zwaanswijk                    | 374-377                                             |
| Wout Overbeeke        | Johan Rigter                       | 351-378                                             |
| Bas ten Batenburg     | Directeur van Driel                | 322 • 378-379                                       |
| Bill van Dijk         | Dick van Vleuten                   | 343-354 • 359-367 • 374 • 380                       |
| Tjerk Risselada       | Lex Mastenbroek                    | 356-366 • 371-372 • 380                             |